# Palazzo Pignatelli di Toritto

Altra visuale dell'edificio

Il palazzo Pignatelli di Toritto si trova a Napoli, in piazzetta Nilo.
Il palazzo fu voluto da Cesare Pignatelli, barone di Orta e di Toritto.
La costruzione avvenne nel 1499 in stile rinascimentale (resti rinascimentali sono oggi visibili solo in parte), ma nel 1736 fu rimaneggiato in stile barocco in seguito al rifacimento della vicina cappella di Santa Maria Assunta dei Pignatelli; nel restauro vennero ricoperte tutte le forme rinascimentali del palazzo, caratterizzandolo come è ancora oggi visibile.
Nella struttura sono stati rinvenuti resti probabili del sedile di Nilo, mentre delle decorazioni superstiti dell'originario progetto sono gli stemmi dei Pignatelli lungo la facciata; anche il soffitto dell'androne è caratterizzato dallo stemma di famiglia, stavolta pittorico.